# Station Beynes
Station Beynes is een spoorwegstation aan de spoorlijn Plaisir-Grignon - Épône-Mézières. Het ligt in de Franse gemeente Beynes in het departement Yvelines (Île-de-France).

## Geschiedenis
Het station werd op 30 augustus 1900 geopend bij de opening van de spoorlijn Plaisir-Grignon - Épône-Mézières. Sinds zijn oprichting is het station eigendom van de Société nationale des chemins de fer français (SNCF).

## Ligging
Het station ligt op kilometerpunt 38,495 van de spoorlijn Plaisir-Grignon - Épône-Mézières.

## Diensten
Het station wordt aangedaan door treinen van Transilien lijn N, die rijden tussen Paris-Montparnasse en Mantes-la-Jolie.

## Vorig en volgend station
| Richting        | Vorig station      | Lijn    | Volgend station   | Richting           |
| --------------- | ------------------ | ------- | ----------------- | ------------------ |
| Mantes-la-Jolie | Mareil-sur-Mauldre | Trans N | Plaisir - Grignon | Paris-Montparnasse |